# سينام أونسال
سينام أونسال (بالتركية: Sinem Ünsal)‏ ممثلة تركية، ولدت في 21 يونيو 1993 في أزمير، اشتهرت بدور الطبيبة «نازلي» في مسلسل الطبيب المعجزة.

## حياتها الشخصية
هي الابنة الثانية لام شركسية وأب أذربيجاني، تخرجت من قسم الآداب في جامعة اسكيشهر عثمان غازي.
بدأت مسيرتها المهنية عام 2017 عبر مسلسل حب أسود وأبيض تلاه نجمة الراعي بنفس العام، بعدها شاركت بمسلسل ابنتي عام 2018، كما شاركت بدور الطبيبة نازلي في مسلسل الطبيب المعجزة وشاركت في مسلسل بالأكيد في يوم ما باسم جيزام وتشارك حاليا في مسلسل بالخفاء والسر بدور ناز

## أعمالها التلفزيونية
- حب أسود وأبيض (2017)
- نجمة الراعي (2017)
- ابنتي (2018-2019)
- الطبيب المعجزة (2019- 2021)
- بالتأكيد في يوم ما(2021)
- بالخفاء والسر (2022-2022)
- ما قبلك (2024)
- المدينة البعيدة (2024)